# تپه مشهد لی یری
تپه مشهد لی یری مربوط به دوره اشکانیان است و در شهرستان گرمی، بخش مرکزی، دهستان اجارود شمالی، روستای شکرلو سفلی واقع شده و این اثر در تاریخ ۳۰ بهمن ۱۳۸۶ با شمارهٔ ثبت ۲۱۰۴۹ به‌عنوان یکی از آثار ملی ایران به ثبت رسیده است.